# Hellas Verona Football Club
L'Hellas Verona Football Club és un club de futbol de la ciutat de Verona (Itàlia).

## Història
El club va ser fundat per un grup d'universitaris el 1903 amb el nom d'Hellas (la paraula grega per Grècia), per petició d'un professor de llengües clàssiques. L'any 1919 es fusionà amb un club local de la ciutat, el Verona, esdevenint Hellas Verona. El 1929 es fusionà amb dos clubs locals més, el Bentegodi i l'Scaligera, formant l'AC Verona. El club debutà a la Serie B el 1929 i a la Serie A el 1957-58. El 1959 es tornà a fusionar amb un altre club, curiosament anomenat Hellas, retornant als orígens amb el nom de Hellas Verona AC. El 1995 adoptà el nom de Hellas Verona FC.

## Palmarès
- Lliga italiana de futbol (1):
  - 1984-85

## Jugadors

### Plantilla 2025-26
A 5 agost 2025
| N. | Pos. | Nac. | Jugador                                        |
| -- | ---- | --- | ---------------------------------------------- |
| 1  | POR  | [[Fitxer:Flag of Italy.svg\|23x15px\|border \|alt=Itàlia\|link=Selecció de futbol d'Itàlia\|{{#if:\|]]                          | Lorenzo Montipò (capità)                       |
| 2  | DEF  | [[Fitxer:Flag of England.svg\|23x15px\|border \|alt=Anglaterra\|link=Selecció de futbol d'Anglaterra\|{{#if:\|]]                | Daniel Oyegoke                                 |
| 3  | DEF  | [[Fitxer:Flag of Denmark.svg\|23x15px\|border \|alt=Dinamarca\|link=Selecció de futbol de Dinamarca\|{{#if:\|]]                 | Martin Frese                                   |
| 6  | DEF  | [[Fitxer:Flag of Argentina.svg\|23x15px\|border \|alt=Argentina\|link=Selecció de futbol de l'Argentina\|{{#if:\|]]             | Nicolás Valentini (cedit per l'ACF Fiorentina) |
| 7  | DAV  | [[Fitxer:Flag of France (1794–1815, 1830–1974).svg\|23x15px\|border \|alt=França\|link=Selecció de futbol de França\|{{#if:\|]] | Mathis Lambourde                               |
| 9  | DAV  | [[Fitxer:Flag of Sweden.svg\|23x15px\|border \|alt=Suècia\|link=Selecció de futbol de Suècia\|{{#if:\|]]                        | Amin Sarr                                      |
| 10 | MIG  | [[Fitxer:Flag of Senegal.svg\|23x15px\|border \|alt=Senegal\|link=Selecció de futbol del Senegal\|{{#if:\|]]                    | Cheikh Niasse                                  |
| 12 | DEF  | [[Fitxer:Flag of Croatia.svg\|23x15px\|border \|alt=Croàcia\|link=Selecció de futbol de Croàcia\|{{#if:\|]]                     | Domagoj Bradarić                               |
| 14 | DAV  | [[Fitxer:Flag of Cape Verde.svg\|23x15px\|border \|alt=Cap Verd\|link=Selecció de futbol de Cap Verd\|{{#if:\|]]                | Dailon Livramento                              |
| 18 | MIG  | [[Fitxer:Flag of Morocco.svg\|23x15px\|border \|alt=Marroc\|link=Selecció de futbol del Marroc\|{{#if:\|]]                      | Abdou Harroui                                  |
| 19 | DEF  | [[Fitxer:Flag of Denmark.svg\|23x15px\|border \|alt=Dinamarca\|link=Selecció de futbol de Dinamarca\|{{#if:\|]]                 | Tobias Slotsager                               |
| 20 | MIG  | [[Fitxer:Flag of Cyprus.svg\|23x15px\|border \|alt=Xipre\|link=Selecció de futbol de Xipre\|{{#if:\|]]                          | Grigoris Kastanos                              |
| 24 | MIG  | [[Fitxer:Flag of France (1794–1815, 1830–1974).svg\|23x15px\|border \|alt=França\|link=Selecció de futbol de França\|{{#if:\|]] | Antoine Bernède                                |
| 25 | MIG  | [[Fitxer:Flag of Germany.svg\|23x15px\|border \|alt=Alemanya\|link=Selecció de futbol d'Alemanya\|{{#if:\|]]                    | Suat Serdar                                    |
| 31 | MIG  | [[Fitxer:Flag of Slovakia.svg\|23x15px\|border \|alt=Eslovàquia\|link=Selecció de futbol d'Eslovàquia\|{{#if:\|]]               | Tomáš Suslov                                   |
| 34 | POR  | [[Fitxer:Flag of Italy.svg\|23x15px\|border \|alt=Itàlia\|link=Selecció de futbol d'Itàlia\|{{#if:\|]]                          | Simone Perilli                                 |
| 35 | DAV  | [[Fitxer:Flag of Colombia.svg\|23x15px\|border \|alt=Colòmbia\|link=Selecció de futbol de Colòmbia\|{{#if:\|]]                  | Daniel Mosquera                                |

| N. | Pos. | Nac. | Jugador                                |
| -- | ---- | --- | -------------------------------------- |
| 38 | DEF  | [[Fitxer:Flag of Cameroon.svg\|23x15px\|border \|alt=Camerun\|link=Selecció de futbol del Camerun\|{{#if:\|]]                     | Jackson Tchatchoua                     |
| 72 | DAV  | [[Fitxer:Flag of Côte d'Ivoire.svg\|23x15px\|border \|alt=Costa d'Ivori\|link=Selecció de futbol de la Costa d'Ivori\|{{#if:\|]]  | Junior Ajayi                           |
| 98 | POR  | [[Fitxer:Flag of Italy.svg\|23x15px\|border \|alt=Itàlia\|link=Selecció de futbol d'Itàlia\|{{#if:\|]]                            | Federico Magro                         |
| —  | POR  | [[Fitxer:Flag of Italy.svg\|23x15px\|border \|alt=Itàlia\|link=Selecció de futbol d'Itàlia\|{{#if:\|]]                            | Mattia Chiesa                          |
| —  | POR  | [[Fitxer:Flag of Italy.svg\|23x15px\|border \|alt=Itàlia\|link=Selecció de futbol d'Itàlia\|{{#if:\|]]                            | Giacomo Toniolo                        |
| —  | DEF  | [[Fitxer:Flag of Italy.svg\|23x15px\|border \|alt=Itàlia\|link=Selecció de futbol d'Itàlia\|{{#if:\|]]                            | Nicolò Calabrese                       |
| —  | DEF  | [[Fitxer:Flag of Brazil.svg\|23x15px\|border \|alt=Brasil\|link=Selecció de futbol del Brasil\|{{#if:\|]]                         | Charlys                                |
| —  | DEF  | [[Fitxer:Flag of Cameroon.svg\|23x15px\|border \|alt=Camerun\|link=Selecció de futbol del Camerun\|{{#if:\|]]                     | Enzo Ebosse (cedit pel Udinese Calcio) |
| —  | DEF  | [[Fitxer:Flag of Italy.svg\|23x15px\|border \|alt=Itàlia\|link=Selecció de futbol d'Itàlia\|{{#if:\|]]                            | William Feola                          |
| —  | DEF  | [[Fitxer:Flag of Spain.svg\|23x15px\|border \|alt=Espanya\|link=Selecció de futbol d'Espanya\|{{#if:\|]]                          | Unai Nuñez (cedit pel Celta de Vigo)   |
| —  | MIG  | [[Fitxer:Flag of Spain.svg\|23x15px\|border \|alt=Espanya\|link=Selecció de futbol d'Espanya\|{{#if:\|]]                          | Yellu Santiago                         |
| —  | DAV  | [[Fitxer:Flag of the Netherlands.svg\|23x15px\|border \|alt=Països Baixos\|link=Selecció de futbol dels Països Baixos\|{{#if:\|]] | Jayden Braaf                           |
| —  | DAV  | [[Fitxer:Flag of Italy.svg\|23x15px\|border \|alt=Itàlia\|link=Selecció de futbol d'Itàlia\|{{#if:\|]]                            | Mattia Florio                          |
| —  | DAV  | [[Fitxer:Flag of Brazil.svg\|23x15px\|border \|alt=Brasil\|link=Selecció de futbol del Brasil\|{{#if:\|]]                         | Giovane                                |
| —  | DAV  | [[Fitxer:Flag of Sierra Leone.svg\|23x15px\|border \|alt=Sierra Leone\|link=Selecció de futbol de Sierra Leone\|{{#if:\|]]        | Yayah Kallon                           |
| —  | DAV  | [[Fitxer:Flag of Italy.svg\|23x15px\|border \|alt=Itàlia\|link=Selecció de futbol d'Itàlia\|{{#if:\|]]                            | Kevin Lasagna                          |
| —  | DAV  | [[Fitxer:Flag of Serbia.svg\|23x15px\|border \|alt=Sèrbia\|link=Selecció de futbol de Sèrbia\|{{#if:\|]]                          | Stefan Mitrović                        |

### Jugadors històrics destacats
- Hans-Peter Briegel
- Claudio Caniggia
- Aimo Diana
- Preben Elkjær Larsen
- Sébastien Frey
- Alberto Gilardino
- Filippo Inzaghi
- Adrian Mutu
- Massimo Oddo
- Wladyslaw Zmuda
- Angelo Peruzzi
- Gianluca Pessotto
- Dragan Stojkovic
- Mauro German Camoranesi